# Brandon Jones (Leichtathlet)
Brandon Terrel Jones (* 19. Juli 1987 in Norfolk, Virginia) ist ein Leichtathlet aus Belize, der im Sprint sowie im Weit- und Dreisprung an den Start geht.

## Sportliche Laufbahn
Erste internationale Erfahrungen sammelte Brandon Jones im Jahr 2012, als er bei den Zentralamerikameisterschaften in Managua mit 15,47 m die Goldmedaille im Dreisprung und sicherte sich mit 7,20 m die Silbermedaille im Weitsprung hinter dem Panamaer Juan Mosquera. Zudem gewann er mit der 4-mal-400-Meter-Staffel in 3:19,33 min die Silbermedaille hinter dem Team aus Costa Rica. Im Jahr darauf siegte er bei den Zentralamerikameisterschaften ebendort mit 15,93 m erneut die Goldmedaille im Dreisprung und gewann mit der 4-mal-100-Meter-Staffel in 42,6 s die Bronzemedaille hinter den Teams aus Panama und Costa Rica. 2014 gewann sie bei den Zentralamerikameisterschaften in Tegucigalpa in 21,17 s die Silbermedaille im 200-Meter-Lauf hinter dem Honduraner Rolando Palacios und im Weit- und Dreisprung gewann er ebenfalls jeweils die Silbermedaille und sicherte sich mit der 4-mal-100-Meter-Staffel in 42,96 s die Bronzemedaille hinter den Teams aus Honduras und Guatemala. Anschließend schied er bei den Commonwealth Games in Glasgow mit 7,09 m in der Qualifikationsrunde aus und verpasste auch im Dreisprung mit 15,37 m den Finaleinzug. Daraufhin gelangte er bei den Zentralamerika- und Karibikspielen in Xalapa mit 6,86 m auf den 16. Platz im Weitsprung und wurde mit 14,83 m Elfter im Dreisprung. Im Jahr darauf belegte er bei den Zentralamerikameisterschaften in Managua in 21,45 s den fünften Platz über 200 Meter und im Weitsprung gewann er mit 6,83 m die Bronzemedaille hinter dem Panamaer Juan Mosquera und Becker Jarquín aus Nicaragua. Zudem siegte er mit 15,31 m im Dreisprung und anschließend brachte er bei den NACAC-Meisterschaften in San José keinen gültigen Versuch zustande. 2016 nahm er dank einer Wildcard über 200 Meter an den Olympischen Sommerspielen in Rio de Janeiro teil und schied dort mit 21,49 s in der ersten Runde aus. Zudem war er Fahnenträger seiner Nation bei den Eröffnungsveranstaltung der Spiele.
2017 gewann er bei den Zentralamerikameisterschaften in Tegucigalpa in 21,42 s die Bronzemedaille über 200 Meter und siegte mit 15,40 m im Dreisprung. Anschließend gewann er bei den Zentralamerikaspielen in Managua in 21,46 s die Bronzemedaille über 200 Meter und sicherte sich im Dreisprung mit 15,47 m die Silbermedaille hinter dem Honduraner Jason Castro. Zudem siegte er in 41,16 s in der 4-mal-100-Meter-Staffel. Im Jahr darauf schied er bei den Commonwealth Games im australischen Gold Coast mit 21,66 s in der ersten Runde über 200 Meter aus und verpasste mit 14,78 m den Finaleinzug im Dreisprung. Anschließend belegte er bei den Zentralamerikameisterschaften in Guatemala-Stadt mit 6,87 m den fünften Platz im Weitsprung. 2019 gewann er bei den Zentralamerikameisterschaften in Managua in 10,46 s die Bronzemedaille im 100-Meter-Lauf und siegte mit 15,48 m im Dreisprung. Im September startete er dank einer Wildcard über 100 Meter bei den Weltmeisterschaften und schied dort mit 10,88 s in der Vorausscheidungsrunde aus. Im Jahr darauf siegte er mit 15,86 m im Dreisprung bei den Zentralamerikameisterschaften in San José und gewann mit der 4-mal-100-Meter-Staffel in 41,58 s die Bronzemedaille hinter den Teams aus Honduras und Costa Rica. 2021 schied er dann bei den Zentralamerikameisterschaften ebendort mit 11,09 s im Vorlauf über 100 Meter aus und sicherte sich im Dreisprung mit 14,89 m die Silbermedaille. Im Jahr darauf schied er bei den Commonwealth Games in Birmingham mit 10,91 s im Vorlauf über 100 Meter aus und brachte im Weitsprung keinen gültigen Versuch zustande. Anschließend kam er bei den NACAC-Meisterschaften in Freeport mit 10,91 s nicht über die erste Runde über 100 Meter hinaus.
2023 gewann er bei den Zentralamerikameisterschaften in San José in 10,53 s die Bronzemedaille über 100 Meter und gewann im Dreisprung mit 15,25 m die Silbermedaille und 41,65 s die Bronzemedaille in der 4-mal-100-Meter-Staffel. Daraufhin schied er bei den Weltmeisterschaften in Budapest mit 10,95 s im Vorlauf über 100 Meter aus. Im November wurde er bei den Panamerikanischen Spielen in Santiago de Chile mit 14,47 m Neunter im Dreisprung.

## Persönliche Bestleistungen
- 100 Meter: 10,49 s (−4,0 m/s), 10. April 2015 in Hampton
  - 60 Meter (Halle): 6,82 s, 13. Februar 2009 in Landover
- 200 Meter: 21,17 s (+0,6 m/s), 21. Juni 2014 in Tegucigalpa
- Weitsprung: 7,20 m, 15. Juni 2012 in Managua
  - Weitsprung (Halle): 7,19 m, 11. Januar 2014 in Fairfax
- Dreisprung: 16,22 m (−1,9 m/s), 19. Juni 2016 in San Salvador (Landesrekord)
  - Dreisprung (Halle): 15,84 m, 30. Januar 2016 in Boston (Landesrekord)